# Sarah Chiche
Pour les articles homonymes, voir Chiche.
Sarah Chiche, née à Boulogne-Billancourt le 21 mai 1976, est une écrivaine française.

## Biographie
Enfance à Paris et en Suisse. 
Son roman Les Enténébrés (Seuil, 2019) est sélectionné pour le Grand prix RTL-Lire, pour le prix du Livre Inter, finaliste du prix Anaïs-Nin. Il obtient le prix de la Closerie des Lilas 2019 décerné le 16 avril par un jury exclusivement féminin présidé cette année-là par Leïla Slimani.
Paru à la rentrée littéraire de l’automne 2020, son roman Saturne est dans la sélection du prix littéraire du journal Le Monde, du prix du Livre Inter, et dans les premières sélections du Prix Goncourt, du Goncourt des lycéens, du Prix Femina, du prix Médicis et du Grand prix du roman de l’Académie française ; il remporte le Prix du Roman News et le Prix Rive Gauche.
Paru à la rentrée littéraire de l'automne 2023, Les Alchimies raconte l'histoire d'une médecin légiste partie sur la trace du crâne disparu du peintre Francisco de Goya. Roman sur le démon de la connaissance et l'insondable du génie , Les Alchimies est finaliste du Grand Prix du Roman de l'Académie française. Il est sélectionné pour le prix Femina (deuxième sélection), le prix Femina des lycéens, le prix Médicis, le prix Castel, le prix Patrimoines.
Sarah Chiche a également publié, plus jeune, deux romans aux éditions Grasset. L'Inachevée, en 2008, pour lequel Le Monde des livres a parlé « d’écriture sous électrochocs ». Et l'Emprise, en 2010. 
La mélancolie a  été, jusqu'à Saturne inclus, « le cœur littéraire » de son écriture et « un enjeu intellectuel » pour Sarah Chiche ». Elle l’a explorée dans Personne(s), publié aux éditions Cécile Defaut en 2013, « méditation sur la mélancolie, le deuil, l’écriture et l’existence » à partir du Livre de l'intranquillité de Bernardo Soares, le semi-hétéronyme de Fernando Pessoa. Elle l'a questionnée dans Le Diable dans la peau, sa préface à un diptyque composé pour les éditions Payot, et rassemblant La Peau de chagrin d’Honoré de Balzac et Un cas de névrose démoniaque au XVIIe siècle de Sigmund Freud. On lui doit également Éloge de l’égarement, une préface à une traduction inédite des Trois essais sur la théorie sexuelle de Sigmund Freud, où elle propose une relecture de Freud, à la lumière de La Pianiste d’Elfriede Jelinek et du Clèves de Marie Darrieussecq, et Éloge de la dévoration, une préface à une nouvelle traduction de La Confusion des sentiments de Stefan Zweig.
En 2015, Éthique du Mikado, son essai sur la question du mal dans le cinéma de Michael Haneke, paru aux PUF dans la collection « Perspectives critiques », bénéficie d’un accueil enthousiaste de la presse,. Elle s’emploie à y « démonter les mécanismes de la machinerie du cinéma de Michael Haneke, les rouages de son univers fantasmatique, la logique interne de ses films, leurs références revendiquées ou inconscientes, leurs soubassements. » Découpé en soixante et onze fragments, comme un écho à l’un des films du cinéaste, 71 Fragments d'une chronologie du hasard, Éthique du Mikado se propose de réfléchir à la manière dont les images du cinéma peuvent servir d’école morale, et comment la confrontation à la mise en scène d’un mal radical pour lequel nous sommes potentiellement tous disponible, non pas en tant que victimes, mais bien en tant qu’agents, peut paradoxalement inciter à agir mieux que bien. Elle fait une apparition dans le film de Michael Haneke, Happy End. Et travaillé en tant que consultante sur le scénario du film du réalisateur belge Joachim Lafosse, « Les intranquilles », en compétition officielle au Festival de Cannes 2021.
En octobre 2018, dans son essai Une histoire érotique de la psychanalyse. De la nourrice de Freud aux amants d'aujourd'hui, elle propose une méditation sur l'amour et le désir et souligne que dès le départ, les femmes n’ont pas seulement été des objets privilégiés de la psychanalyse, mais ont fait l’histoire de la psychanalyse comme théoriciennes, créatrices et penseuses. Tout en déplorant « l'horrible dédain avec lequel certains psychanalystes stigmatisent les personnes homosexuelles ou transgenre »», elle insiste sur le fait que, « contrairement aux livres qui font du bien et aux feel good books qui n'ont rien à voir avec la littérature et méconnaissent totalement le tragique de l'existence », la psychanalyse aide à penser la haine dans l'amour, l'amour comme fiction romanesque, la douleur de perdre qui nous aimons, et les différentes formes d'arrangements, de compromis, ou de conflits, que nous vivons entre sexe et amour.
Fin 2017, Sarah Chiche fut l'instigatrice, d'une tribune publiée dans le Monde le 9 janvier 2018. Intitulée « Des femmes libèrent une autre parole », corédigée par Catherine Millet, Catherine Robbe-Grillet, Peggy Sastre et Abnousse Shalmani, signée par une centaine de femmes, dont Catherine Deneuve,. Mais, rapidement, Sarah Chiche en déplore les récupérations. Son combat à elle porte sur sa crainte liée à la censure des représentations littéraires et artistiques. En septembre 2018, dans un entretien donné au journal Le Monde avec Michelle Perrot et Belinda Cannone, elle revient sur les aspects positifs du mouvement #metoo  . En octobre 2022, au cours du Forum Philo organisé par Le Monde au Mans, où elle intervient sur un tout autre sujet, l'artiste, la création, et la réinvention de soi, notamment via les figures du peintre Francisco de Goya et de Bartleby, elle insiste sur le fait que "si c'était à refaire en aucun cas [elle] ne signerai[t] à nouveau ce texte", qu'elle regrette ce geste, d'une part parce que "la vie s'est chargée de lui démontrer qu'elle avait eu tort" et d'autre part "parce que [sa[ pensée a considérablement évolué" 

## Œuvres

### Romans
- L’Inachevée, Grasset, 2008.
- L’Emprise, Grasset, 2010.
- Les Enténébrés, Seuil, 2019.
- Saturne, Seuil, 2020[32].
- Les Alchimies, Seuil, 2023.
- Aimer, Julliard, août 2025.

### Essais
- Personne(s), éditions Cécile Defaut, 2013[33].
- Éthique du Mikado, essai sur le cinéma de Michael Haneke, PUF, collection « Perspectives critiques », 2015.
- Une histoire érotique de la psychanalyse. De la nourrice de Freud aux amants d'aujourd'hui, Payot, 2018[34].

### Préfaces
- « Éloge de la dévoration », préface à La Confusion des sentiments, traduction d'Olivier Mannoni, Payot, coll. « Petite Bibliothèque Payot », avril 2013.
- « Éloge de l’égarement », préface aux Trois essais sur la théorie sexuelle de Sigmund Freud, traduction d’Olivier Mannoni, Cédric Cohen-Skalli, Payot, coll. « Petite Bibliothèque Payot », 2014.
- « Le Diable dans la peau », préface à un diptyque La peau de Chagrin d’Honoré de Balzac/Un cas de névrose démoniaque au XVIIe siècle de Sigmund Freud (traduction Olivier Mannoni), Payot, coll. « Petite Bibliothèque Payot », 2014.